# McFarland (Kalifornien)
McFarland ist eine Stadt im Kern County im US-Bundesstaat Kalifornien, Vereinigte Staaten. Das U.S. Census Bureau hat bei der Volkszählung 2020 eine Einwohnerzahl von 14.161 auf einer Fläche von 5,3 km² ermittelt. Die Stadt liegt bei den geographischen Koordinaten 35,69° Nord, 119,24° West.
Alte Namen der Stadt sind Hunt und Lone Pine. Benannt wurde der Ort dann nach James Boyd McFarland, einem Siedler.
Der Film City of McFarland mit Kevin Costner erzählt die Geschichte des Crosslauf-Teams der McFarland High School, das 1987 die kalifornischen Meisterschaften überraschend gewann.